# مسجد كامبونج سيناوت
مسجد كامبونج سيناوت يقع المسجد في منطقة كامبونج سيناوت، والتي تقع على بعد حوالي اثني عشر كيلومتر من بيكان توتونج في بروناي .

## البناء
تم البدء في بناء مسجد كامبونج سيناوت في عام 1978، على موقع أرض مساحتها 0.5036 فدان، واكتمل البناء في شهر يونيو من عام 1979، مع نفقات قدرة بمبلغ 160،000.00 دولار، وقد تم البناء على موقع أرض وقفية، وهي من أوقاف حاجي سيمبل بن سابون .

## الافتتاح
افتتح مسجد كامبونج سيناوت رسميا من قبل الحاج محمد يوسف بن خريج الحاج عبد الرحيم، وذلك في يوم الجمعة السابع عشر من شهر محرم من عام 1400 هـ الموافق السابع من شهر ديسمبر من عام 1979، وذلك بالتزامن مع بداية القرن الخامس عشر الهجري .

## التوسعة
مع نزايد أعداد المصلين والمقيمين الجدد في المنطقة، ففي عام 1983 تم تجديد المسجد وإضافة مبنى للمسجد، واكتمل البناء في عام 1984، ويمكن للمسجد أن يستوعب ما يصل إلى 500 مصلي في وقت واحد، وذلك بتكلفة قدرها 21،000.00 دولار.